# Mollisiopsis quercina
Mollisiopsis quercina är en svampart som först beskrevs av Pier Andrea Saccardo, och fick sitt nu gällande namn av Spooner & P.M. Kirk 1989. Mollisiopsis quercina ingår i släktet Mollisiopsis, ordningen disksvampar, klassen Leotiomycetes, divisionen sporsäcksvampar och riket svampar.   Inga underarter finns listade i Catalogue of Life.